# Ulrich de Saint-Gall
Ulrich († 27 janvier 990) fut abbé du monastère bénédictin de Saint-Gall de 984 à 990.

## Vie
Ulrich Ier n'est pas très connu. Peut-être qu'il était hospitalier en 956/957. Il élu abbé à partir de novembre 984. Il n'est pas mentionné dans un document.

## Actes
Ulrich aurait achevé les travaux de construction et d'équipement commencés par son prédécesseur Ymmo.